# Psalm 91

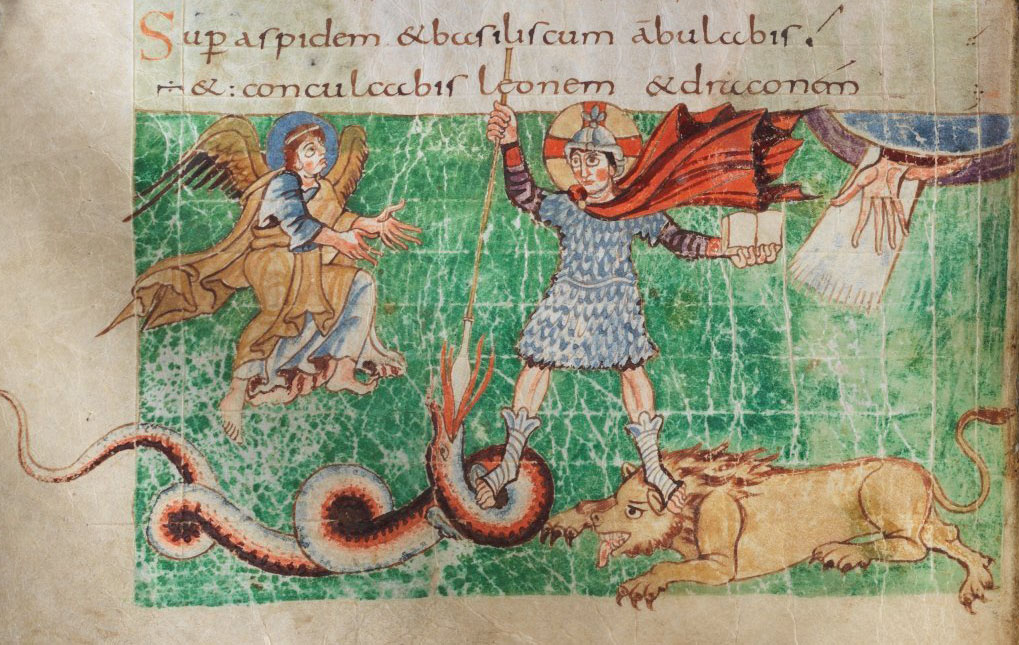
Stuttgart Psalter, IX w. n.e.Ilustracja do Psalmu 91

Psalm 91 – jeden z utworów należących do biblijnej Księgi Psalmów. W Biblii hebrajskiej ma on numer 91, natomiast według numeracji Septuaginty – 90.

## Właściwości
Klasyfikacja tego Psalmu przedstawia liczne trudności, z uwagi jednak na jego słownictwo oraz tematykę przypuszcza się, że jest to Psalm apotropaiczny, tj. zapewniający osobiste bezpieczeństwo. Tekst bowiem kładzie nacisk na metafory Boga jako zbawcy oraz wymienia poszczególne niebezpieczeństwa, przed którymi ma chronić. Te właściwości Psalmu 91 przyczyniły się do jego późniejszych interpretacji i amuletycznego zastosowania. W tym względzie szczególne znaczenie mają wersety 5-8:

(5) W nocy nie ulękniesz się strachu ani za dnia - lecącej strzały,
(6) ani zarazy, co idzie w mroku, ni moru, co niszczy w południe.
(7) Choć tysiąc padnie u twego boku, a dziesięć tysięcy po twojej prawicy: ciebie to nie spotka.
(8) Ty ujrzysz na własne oczy: będziesz widział odpłatę daną grzesznikom.

Wskazane w nich zagrożenia - tj. nocny strach (hebr. pachad lajla), lecąca strzała (hebr. chec jauf), zaraza (hebr. deber), mór (hebr. ketew) oraz bezimienne tysiące - mogą zostać zinterpretowane antropomorficznie jako demony. Trzeba bowiem pamiętać, że Biblia powstawała w świecie, w którym antropomorfizacja naturalnych fenomenów była na porządku dziennym.

## Nawiązania
Wskazane powyżej właściwości samego tekstu przyczyniły się do licznych nawiązań w późniejszych czasach.

### W Nowym Testamencie
Bezpośrednie nawiązanie do Psalmu 91 pojawia się w Nowym Testamencie dwukrotnie, we fragmencie o kuszeniu Jezusa na pustyni opisanym w Mt 4,1-11 oraz Łk 4,1-13. Pierwszy opis wygląda następująco:

(5) Wtedy wziął Go diabeł do Miasta Świętego, postawił na narożniku świątyni (6) i rzekł Mu: Jeśli jesteś Synem Bożym, rzuć się w dół, jest przecież napisane: Aniołom swoim rozkaże o tobie, a na rękach nosić cię będą byś przypadkiem nie uraził swej nogi o kamień. (7) Odrzekł mu Jezus: Ale jest napisane także: Nie będziesz wystawiał na próbę Pana, Boga swego.

Drugi opis różni się nieznacznie i zawiera następujący tekst:

(9) Zaprowadził Go też do Jerozolimy, postawił na narożniku świątyni i rzekł do Niego: Jeśli jesteś Synem Bożym, rzuć się stąd w dół! (10) Jest bowiem napisane: Aniołom swoim rozkaże o Tobie, żeby Cię strzegli, (11) i na rękach nosić Cię będą, byś przypadkiem nie uraził swej nogi o kamień. (12) Lecz Jezus mu odparł: Powiedziano: Nie będziesz wystawiał na próbę Pana, Boga swego.

W obu wypadkach paradoksalne jest to, że diabeł posługuje się tekstem Psalmu, który w późniejszej tradycji, zarówno żydowskiej jak i chrześcijańskiej służy również przepędzaniu złych duchów.

### W zwojach znad Morza Martwego
Nieco zmodyfikowany fragment Psalmu 91 znajduje się wśród zwojów znad Morza Martwego w kolekcji tzw. Psalmów apokryficznych (11Q11) służących do odprawiania egzorcyzmów nad "uderzonymi" (hebr. פגועים, peguim), tj. opętanymi. Kompozycja ta jest ważna również z tego względu, że zawiera stosunkowo rozbudowany katalog demonologiczny.

### W tradycji żydowskiej
Midrasz Bamidbar r. 12, 3 zawiera informacje o kontekście powstania rzeczonego Psalmu, specjalnym znaczeniu studiów nad Torą oraz o naturze wzmiankowanych w Ps 91:5-6 demonów. Mówi się tam bowiem, że Psalm 91 po raz pierwszy zaśpiewał Mojżesz podczas wspinaczki na górę Synaj, by odpędzić atakujące go anioły zniszczenia. Midrasz wyjaśnia też dokładnie, kim są poszczególne demony. W ten sposób np. interpretuje się tutaj "mór niszczący w południe" z w. 6:

Nasi rabini nauczali, że [pomór] to demon. Dlaczego jednak zwie on się pomorem? Rabbi Abba bar Kahana powiedział: ponieważ {morzy} on w trakcie dziennej nauki od czwartej godziny dnia [ok. 10:00] aż do końca dziewiątej [ok. 15:00]. Rabbi Lewi powiedział: ponieważ {martwi} on w trakcie popołudniowych lekcji, od końca czwartej godziny dnia aż do początku dziewiątej. {Działa} on nie w cieniu i nie w pełnym słońcu, ale pomiędzy cieniem i słońcem. Jego głowa podobna jest do [głowy] cielca, z czoła wystaje mu róg a [on sam] {kręci się w koło} jak dzban.

W podobny sposób interpretuje się w tym midraszu pozostałe demony a wątki te zostały podjęte również w późniejszych midraszach: Tanchuma Naso 23 oraz Szocher Tow Tehilim 91. Warto też wspomnieć, że spisany po hebrajsku renesansowy grymuar magiczny Szimusz Tehilim przedstawia Psalm 91 jako odpędzający „złego ducha” powodującego chorobę.

### W chrześcijańskich komentarzach biblijnych
Średniowieczny łaciński komentarz biblijny Glossa ordinaria wprost interpretuje Psalm 91 jako służący do odpędzania demonów w słowach: [e]st enim psalmus iste hymnus contra daemones.